# 7562 Kagiroino-Oka
7562 Kagiroino-Oka este un asteroid din centura principală de asteroizi.

## Descriere
7562 Kagiroino-Oka este un asteroid din centura principală de asteroizi. A fost descoperit pe 30 noiembrie 1986 la Kiso de Hiroki Kosai și Kiichiro Hurukawa. Asteroidul prezintă o orbită caracterizată de o semiaxă mare de 2,77 ua, o excentricitate de 0,02 și o înclinație de 3,3° în raport cu ecliptica.